# Mona Høvring
Œuvres principales
Recueils de poésie, comme IIK!! Ein dialog (1998)

ou romans comme Noe som hjelper (2004)
Mona Høvring née le 8 octobre 1962 est une écrivaine norvégienne. 

## Parcours d'écriture
Elle débute assez tardivement dans le monde de l'écriture publiée, elle fait paraître chez Gyldendal le recueil de poésie IIK!! Ein dialog en 1998.  
La poétesse peut ensuite faire paraître Ensomme badedager og andre dikt chez Oktober verlag en 2000, ouvrage traduit plus tard en français par Les jours de plage solitaire et autres poèmes. Suit grâce au succès d'estime Helt vanlige mirakler, en 2006 traduit en anglais par Ordinary miracles (en français Les miracles ordinaires)  puis Au Paradis en 2008, traduit en anglais par To Paradise (Au Paradis). De 2010 date le recueil de poèmes Ekornet og den vaklevorne brua traduit en français sous le titre L'écureuil et le pont branlant.
La romancière Mona Høvring n'a livré son premier roman qu'en 2004, Noe som hjelper nommé livre de l'année en Norvège. Il a été traduit en français Quelque chose qui aide. Paru en 2012, le roman Venterommet i Atlanteren, traite de l'homosexualité féminine découverte par une jeune ouvrière norvégienne tourmentée qui décide de partir vivre et écrire en Islande dans la maison de sa vieille tante décédée, il a été nommé non sans polémiques lors des prix de la Critique de la Jeunesse.
En 2012, l'auteure nordique a reçu le prix de littérature de l'union linguistique ou Språklig samlings litteraturpris,.
En 2013, elle figure parmi les nommés du prix du conseil nordique de littérature avec son roman Camillas lange netter paru en 2013 parfois traduit en "Camillas longues nuits". Le titre plus littéraire Les longues nuits de Camilla fait allusion à un roman de l'écrivaine norvégienne et ardente pionnière du féminisme, Camilla Collett.

## Œuvres
- Jente med dødningehode (poésie, forlaget Oktober, 2017)
- Camillas lange netter (roman, forlaget Oktober, 2013) ou Les longues nuits de Camilla ou Camillas longues nuits
- Venterommet i Atlanteren (roman, forlaget Oktober, 2012), traduction de Jean-Baptiste Coursaud Nous sommes restées à fixer l'horizon publiée en février en 2016 par Jean-Baptiste Coursaud, aux éditions "Noir sur Blanc", 158 pages,  (ISBN 978-2-88250-378-7)
- Ekornet og den vaklevorne brua (poèmes, forlaget Oktober 2010) ou L'écureuil et le pont branlant
- A Paradis (poèmes, forlaget Oktober 2008) ou Au Paradis
- Helt vanlige mirakler (poésie, forlaget Oktober 2006) ou Les miracles ordinaires
- Noe som hjelpe  (roman, forlaget Oktober, 2004), ou Quelque chose qui aide
- Ensomme badedager og andre dikt (poèmes, forlaget Oktober, 2000), ou Solitude des jours de plages et autres poèmes
- IIK!! Ein dialog (poèmes, éditions Gyldendal, 1998) ou IIk, un dialogue.

## Sources
- Ouvrage recensé de Mona Høvring dans le Forfatterkatalogen sur le site web des écrivains norvégiens